# Haiga

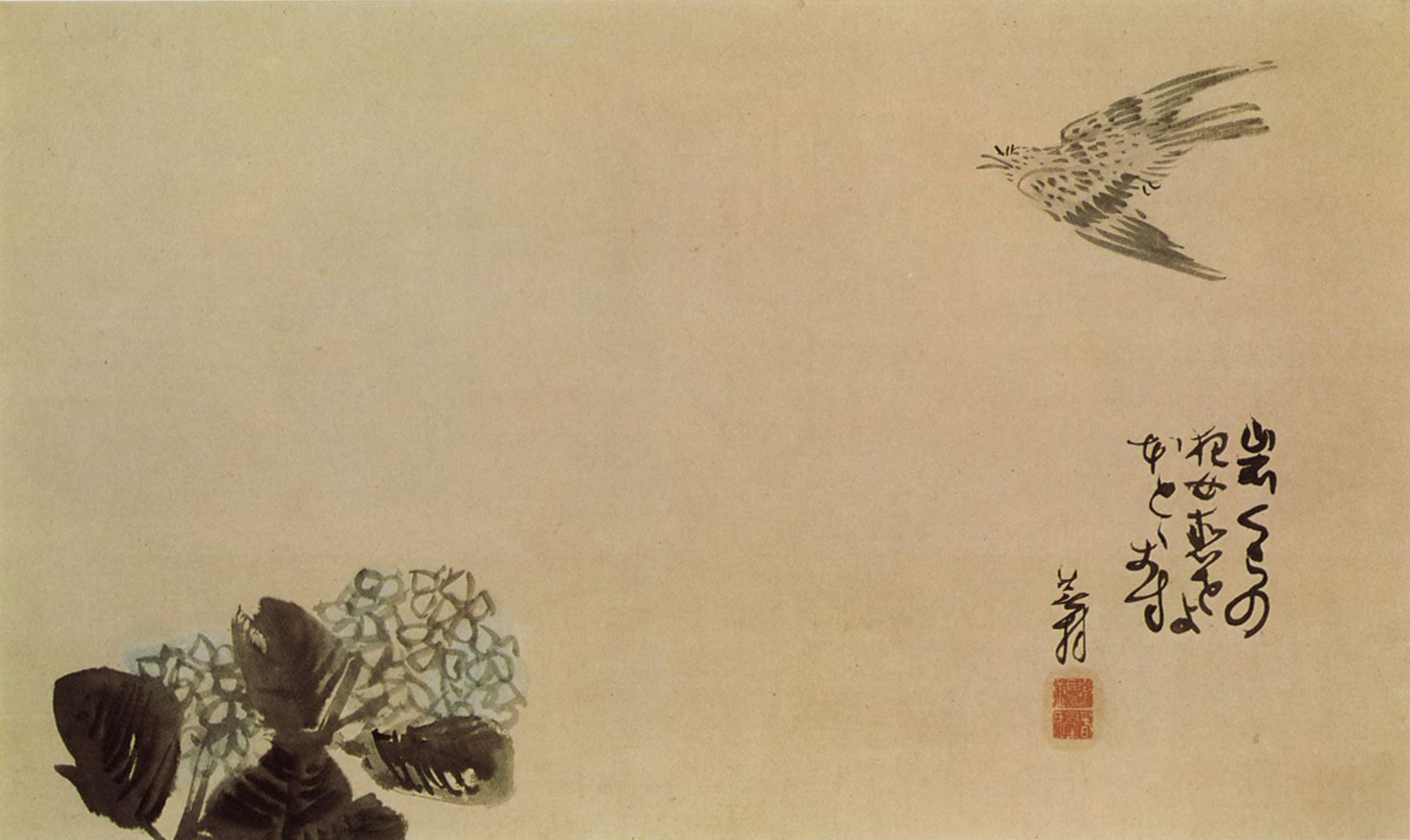
Een kleine koekoek over een hortensia - Yosa Buson

Haiga (俳画, haiga) is in vorm van Japanse dichtkunst, waarbij een afbeelding en een gedicht elkaar gekoppeld worden.
Traditioneel is dit een Japanse kunstvorm waarbij schilderijen en korte gedichten aan elkaar gekoppeld worden, meestal op handgeschept papier of rolprent. Voor het korte gedicht wordt veelal een haiku, een senryu of een tanka gebruikt. Dat gedicht en de afbeelding of afbeeldingen ondersteunen elkaar of vullen elkaar aan.
Hedendaagse haiga laten vaak een combinatie zien van digitale computertechnieken, fotografie en illustraties. Het is geen zeldzaamheid dat verschillende artiesten samenwerken voor de schepping van een haiga. Een haiga moet een evenwicht tonen tussen het tekstgedeelte en de illustratie, waarbij soberheid en originele zegging centraal staan. Een goede haiga is dus meer dan een foto met daarop een kalenderspreuk.